# 利伯蒂鎮區 (堪薩斯州薩林縣)
利伯蒂鎮區（英語：Liberty Township）是位於美國堪薩斯州薩林縣的一個行政鎮區。

## 地方資料
利伯蒂鎮區的面積為93.31平方千米，當中陸地面積為93.15平方千米，而水域面積為0.16平方千米。根據2010年美國人口普查的數據，當地共有人口175人，而人口密度為每平方千米1.88人。

## 外部連結
- US-Counties.com
- City-Data.com （页面存档备份，存于）